# Oh Soo-yeon
Oh Soo-yeon (hangeul : 오수연), née en 1964 à Séoul, est une auteure sud-coréenne.

## Biographie
Oh Soo-yeon est née en 1964 en Corée du Sud et a commencé sa carrière littéraire en 1994 avec la publication de Fête nationale au pays des nains (Nanjang-i nara-ui gukgyeong-il) qui dépeint la vie de deux camarades de collège, Min-Cheol et Mi-seon, dix ans après leur participation au mouvement démocratique étudiant des années 1980. Après avoir publié Une maison vide (Binjip) en 1997, elle part s'installer en Inde pendant deux ans. Elle participe activement à aider les pays du tiers-monde ; c'est ainsi qu'en 2003 elle décide de visiter l'Irak et la Palestine en tant que représentante littéraire du mouvement anti-guerre.

## Œuvre
Dans son premier ouvrage, Fête nationale au pays des nains, elle traite du nihilisme qui a touché toute une génération de jeunes Coréens après le mouvement démocratique des années 1990 tout en développant un intérêt pour les questions féministes dans une société largement patriarcale. Une maison vide met davantage l'accent sur cette perspective féministe. Néanmoins, la préoccupation majeure de l'auteur concerne davantage le sort des personnes vivant en dehors du système. Les personnages de Fête nationale dans le pays des nains sont les représentants de cette population : en tant que dissidents politiques dans les années 1980, ils se retrouvent exclus du système, marginalisés, et durant les années 1990, ostracisés par leurs propres amis qui se sont adaptés aux changements sociétaux et au nouveau système de valeurs. Dans ses œuvres féministes, elle se concentre sur le sort des femmes marginalisées dans une société organisée autour des hommes.
Son recueil de nouvelles intitulé Cuisine (Bu-eok), publié après son retour d'Inde, dépeint les conditions de vie dans les pays du tiers monde. Avec l'Inde comme toile de fond, Cuisine met en scène des personnes étrangères comme personnages centraux qui se rencontrent et interagissent dans l'espace commun de la cuisine. Le protagoniste, une femme coréenne, mûrit à travers les différences de cultures et de valeurs auxquelles elle est confrontée.
En 1994, elle a remporté le prix du Nouvel écrivain, et en 2001 le prix littéraire du journal Hanguk Ilbo.

### Nouvelles
- 빈집 Une maison vide (1997)
- 부엌 Cuisine (2001)
- 황금 지붕 Le toit d'or (2007)

### Romans
- 난장이 나라의 국경일 Fête nationale au pays des nains (1994)
- 아부 알리 죽지마 – 이라크 전쟁의 기록 Ne meurs pas Abu-Ali ! Témoignage de la guerre d'Irak (2004)
- 돌의 말 Les paroles de la pierre (2012)